# عقله، الواد
عقله، الواد (به عربی: العقلة، الواد) یک شهرداری در الجزایر است که در ناحیه الرباح واقع شده‌است. عقله ۶٬۱۰۲ نفر جمعیت دارد و ۹۰ متر بالاتر از سطح دریا واقع شده‌است.